# Lowlands 1998
Lowlands 1998 (voluit: A Campingflight to Lowlands Paradise) werd van 28 tot 30 augustus 1998 gehouden in Biddinghuizen. Het was de 6e editie van het Lowlandsfestival. Met 45.000 verkochte kaarten werd het bezoekersrecord van 40.000 (Lowlands 1997) verbroken.

## Artiesten (selectie)
| - 010 B-Boys - 4Tuoze Matroze - Acda en De Munnik - Acid Junkies - Add N To X - An + Jan - Altar - Apocalyptica - Autopulver - Band Zonder Banaan - Basement Jaxx Soundsystem - Beastie Boys - Blimey! - Bonobo - Boom Boom Satellites - Byzantium - Dave Angel - De Bossen - Deftones - Drippin Honey - Drugstore - Faithless - FC Groove Society - Elliott Smith - Fatboy Slim - Flipjack - Frankie D - Fun Lovin' Criminals - G-Force (band)G-Force | - Gitbox! - Gomez - Grandaddy - Green Day - Green Velvet - Head First - Heather Nova - Hepcat - Junkie XL - Kent - Kirsten - Knuppelhout - Kofi Ayivor & Chankar Lal - Lady Aïda - Laurent Garnier - Loes Lee - Lo-Lite - Love Cycle - LX Pacific - Metal Molly - Mogwai - Monster Magnet - Mumtaz - Nuff Said | - PJ Harvey - Portishead - Radar - Rancid - Richie Hawtin aka Plastikman - Robob - Rocket from the Crypt - Simmer - Six By Seven - Skik - Slobberbone - Solex - Supergrass - Swell - Therapy? - The Beta Band - The Ex - The Freestylers - Tim - Toy Dolls - Undeclinable Ambuscade - Vershki da Koreshki - Willem de Ridder - Yo La Tengo |

1967 · 1968 · 1993 · 1994 · 1995 · 1996 · 1997 · 1998 · 1999 · 2000 · 2001 · 2002 · 2003 · 2004 · 2005 · 2006 · 2007 · 2008 · 2009 · 2010 · 2011 · 2012 · 2013 · 2014 · 2015 · 2016 · 2017 · 2018 · 2019 · 2020 · 2021 · 2022 · 2023 · 2024